# Нобса
Нобса (исп. Nobsa) — город и муниципалитет в центральной части Колумбии, на территории департамента Бояка. Входит в состав провинции Сугамукси.

## История
Поселение, из которого позднее вырос город, было основано в 1593 году. Муниципалитет Нобса был выделен в отдельную административную единицу в 1811 году.

## Географическое положение

Муниципалитет Нобса

Город расположен на востоке центральной части департамента, в горной местности Восточной Кордильеры, на левом берегу реки Чикамоча, на расстоянии приблизительно 48 километров к северо-востоку от города Тунха, административного центра департамента. Абсолютная высота — 2497 метров над уровнем моря.
Муниципалитет Нобса граничит на северо-западе с территорией муниципалитета Санта-Роса-де-Витербо, на севере — с муниципалитетом Флореста, на северо-востоке — с муниципалитетом Корралес, на юго-востоке— с муниципалитетом Топага, на юге — с муниципалитетом Согамосо, на юго-западе — с муниципалитетом Тибасоса. Площадь муниципалитета составляет 55,39 км².

## Население
По данным Национального административного департамента статистики Колумбии, совокупная численность населения города и муниципалитета в 2015 году составляла 16 271 человек.
Динамика численности населения муниципалитета по годам:
| 2005   | 2006   | 2007   | 2008   | 2009   | 2010   | 2011   | 2012   | 2013   | 2014   | 2015   |
| ------ | ------ | ------ | ------ | ------ | ------ | ------ | ------ | ------ | ------ | ------ |
| 15 194 | 15 331 | 15 460 | 15 582 | 15 689 | 15 791 | 15 901 | 16 002 | 16 083 | 16 179 | 16 271 |

Согласно данным переписи 2005 года мужчины составляли 48,3 % от населения Нобсы, женщины — соответственно 51,7 %. В расовом отношении белые и метисы составляли 99,5 % от населения города; индейцы — 0,3 %; негры, мулаты и райсальцы — 0,2 %.
Уровень грамотности среди всего населения составлял 93,3 %.

## Экономика
58 % от общего числа городских и муниципальных предприятий составляют предприятия торговой сферы, 24,4 % — предприятия сферы обслуживания, 17,5 % — промышленные предприятия, 0,1 % — предприятия иных отраслей экономики.